# 塔兒灣戰鬥
塔兒灣戰鬥發生於1939年5月2日－4日，地點則是在中國鄂北一帶。是抗日戰爭主要戰鬥之一，交戰一方為守軍之國民革命軍，另一方則為日軍。